# Apatheïsme
Apatheïsme (een samenvoeging van de woorden "apathie" en "atheïsme"), ook bekend als pragmatisch atheïsme of praktisch atheïsme is een levenshouding waarbij men de bestaansvraag van goden niet relevant acht. Een apatheïst is niet geïnteresseerd in het aanvaarden of verwerpen van stellingen over het bestaan of niet bestaan van een God.
Apathisch agnosticisme (ook wel pragmatisch agnosticisme genoemd) is een visie die stelt dat, ondanks het feit dat er eeuwen van debat over het bestaan of het niet bestaan van God heeft plaatsgevonden, dit een nutteloos debat is. Dit omdat het blijkbaar niet uitmaakt of goden al dan niet bestaan, want zelfs als "ze" zouden bestaan, lijken "ze" niet geïnteresseerd in de mensheid. Hierdoor acht men het bestaan van God onbelangrijk voor het persoonlijke leven, en in het beste geval een "louter academische vraag". Religie wordt door apatheïsten beschouwd als een sociologisch verschijnsel.